# Elisa (Unternehmen)
Elisa Oyj, gelistet im OMX Helsinki 25, ist ein Telekommunikationskonzern aus Finnland. Das Unternehmen geht in seinen Ursprüngen auf das Jahr 1882 zurück, gegründet damals unter den Namen HPY (schwed. HTF) oder Helsingin puhelinyhdistys (schwed. Helsingfors Telefonförening) bis zum Jahre 2000. Elisa ist ein Telekommunikations-, ICT- und Online-Dienstleistungsunternehmen, dessen Geschäftstätigkeit sich hauptsächlich auf Finnland und Estland erstreckt, jedoch auch digitale Dienste für internationale Betreiber und andere Unternehmen anbietet. Elisa ist der finnische Marktführer für Mobilfunk- und Festnetzverträge. Das Unternehmen bietet Kommunikations- und Unterhaltungsdienste sowie Tools zur Verbesserung von Betriebsabläufen und Produktivität von Unternehmen. Elisa Oyj arbeitet beispielsweise mit Vodafone und Tele2 zusammen.
Unter den Markennamen Elisa und Elisa Saunalahti bietet der Telekommunikationskonzern seinen Kundinnen und Kunden Verträge für Festnetz, Mobilfunk, Breitband und Kabelfernsehen. Die in Elisa Polystar und Elisa Industriq angebotenen digitalen Dienste werden international unter der Marke Elisa vertrieben. Elisa Kirja ist ein E-Book-Service. Elisa Viihde produziert finnische Dramen wie All the Sins. Die Serien werden zunächst für Kundinnen und Kunden von Elisa Viihde Viaplay oder auf Viaplay Group ausgestrahlt und im Anschluss finnischen oder ausländischen Fernsehkanälen zum Kauf angeboten.
Elisa ist an der Nasdaq Helsinki notiert. 2022 lag der Umsatz von Elisa bei 2,1 Milliarden Euro und das Unternehmen beschäftigte annähernd 5.600 Mitarbeitende.
Die Mobilfunksparte von Elisa war früher unter dem Namen Radiolinja bekannt. Der weltweit erste GSM-Anruf wurde mit dem Radiolinja GSM-Netzwerk in Finnland gemacht.

## Geschichte

### Die Ursprünge von Elisa (1882–1999)
Der Elektroingenieur Daniel Wadén gründete 1882 eine Telefongesellschaft mit dem Namen Helsingin Telefooni. 1985 wurde das Unternehmen zu Helsingin Puhelin (Telefon von Helsinki).
Das Unternehmen gründete 1991 den ersten kommerziellen GSM-Service unter dem Namen Radiolinja.
1995 nahm Radiolinja Eesti AS den Betrieb mit einem GSM-Netz in Estland auf.
1997 wurde das Unternehmen als Helsingin Puhelin Oyj an der Börse Helsinki notiert.

### Elisa Communications Oyj (2000–2003)
Im Jahr 2000 wurde das Unternehmen in Elisa Communications Oyj umbenannt.
Elisa ging 2002 eine Kooperation mit Vodafone ein.

### Elisa Oyj (2003–heute)
Seit 2003 lautet der Name des Unternehmens Elisa Oyj.
In Deutschland war Elisa über das Unternehmen Tropolys vertreten, das jedoch Mitte 2004 an den Finanzinvestor Apax veräußert wurde.
Am 8. November 2007 nahm Elisa das weltweit erste kommerzielle UMTS900-Netz in Betrieb.
Im Jahr 2014 begann Elisa, unbegrenzte Daten als Basis für die monatliche Abrechnung zu verwenden. Dabei richtete sich der Preis nach der Geschwindigkeit der Datenübertragung. Schon bald wechselten andere Betreiber in Finnland zu einer ähnlichen Preisgestaltung, und infolgedessen wurde Finnland zu einem der Spitzenreiter in der mobilen Datennutzung.
Am 27. Juni 2018 startete Elisa ein 5G-Netz in der finnischen Stadt Tampere sowie in der estnischen Hauptstadt Tallinn und war damit weltweit einer der ersten Betreiber eines kommerziellen 5G-Netzes.
Im Juni 2019 kaufte Elisa das schwedische Unternehmen Polystar Osix AB, das internationalen Mobilfunkbetreibern Softwarelösungen für Analyse, Sicherheit und Überwachung anbot. Zuvor hatte Elisa das Start-up-Unternehmen Elisa Automate gegründet, das sich mithilfe von künstlicher Intelligenz auf die Automatisierung von Netzleitstellen konzentrierte. Im Zuge der Fusion mit Polystar wurde Elisa Automate zu Elisa Polystar.
Im Herbst 2020 gründeten Elisa und NENT Group, bekannt für die Marke Viaplay, die gemeinsame Marke Elisa Viihde Viaplay. Elisa übernahm Vertrieb, Marketing und Kundenbetreuung, während Analytik und Technologie in den Aufgabenbereich von NENT Group fielen. Die Marke bietet die größte Auswahl an original finnischen und nordischen Dramen sowie Filme, Serien und Kinderprogramme aus Finnland und weiteren Ländern. Im September desselben Jahres schloss Elisa sowohl mit Ericsson als auch mit Nokia Verträge über 5G-Netze. 2019 war Elisa eine Kooperation für die Nutzung des 5G-Netzes von Nokia eingegangen. Elisa gab die Pläne bekannt, seine 3G-Netze bis Ende 2023 einzustellen.
Im Januar 2021 kaufte Elisa camLine GmbH, einen Anbieter von Industriesoftware mit Sitz in Deutschland.
Im Februar 2022 erhielt Elisa vom finnischen Ministerium für Wirtschaft und Arbeit einen Finanzzuschuss in Höhe von 3,9 Millionen Euro um die Reservestromversorgung von Mobilfunk-Basisstationen für die Stromversorgung zu nutzen. Es soll eine Speicherkapazität von 150 MWh erreicht werden.

## Organisation

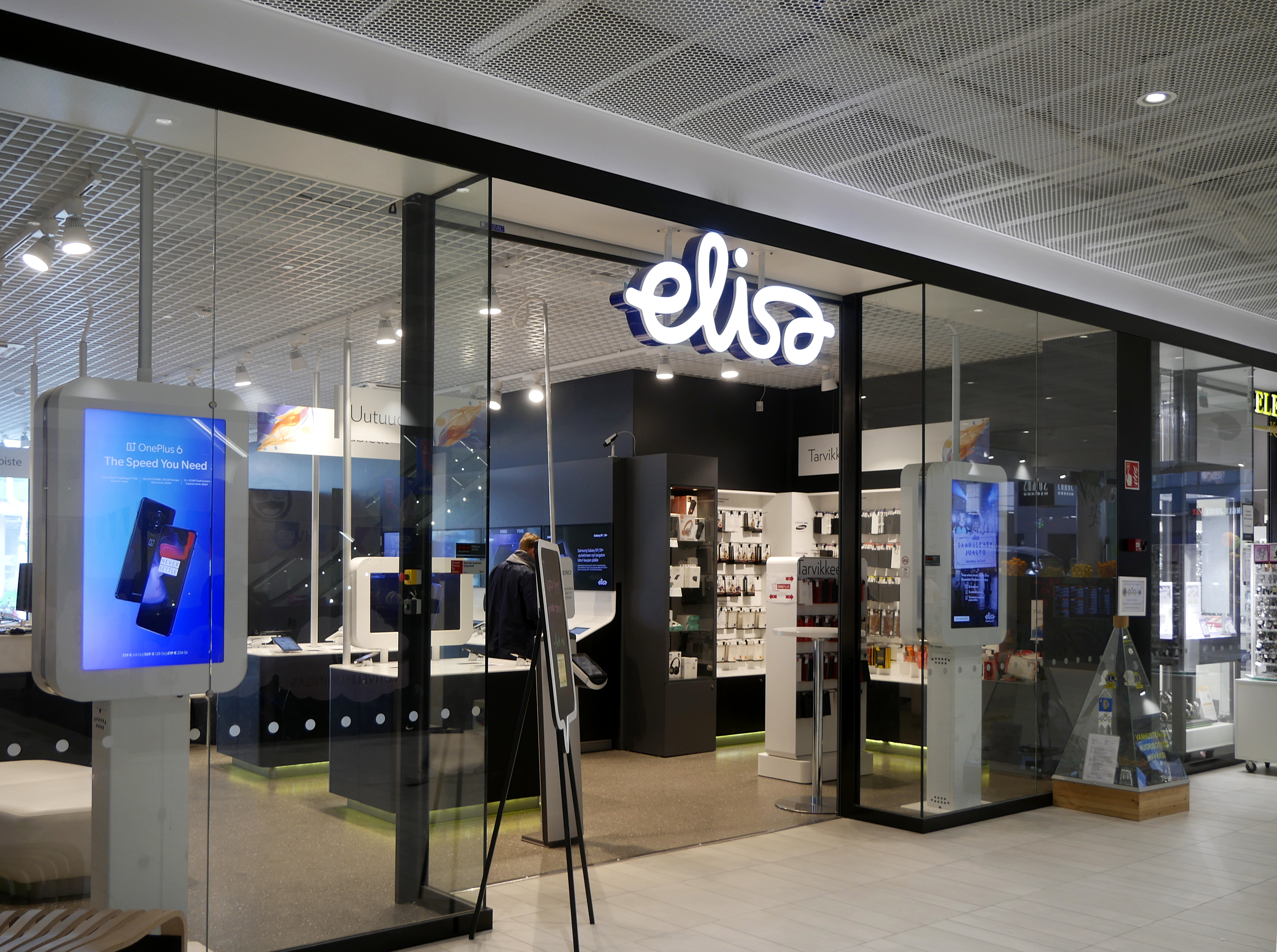
Elisa-Filiale in Oulu

Elisa versorgt sowohl Verbraucher als auch Unternehmen. Das Unternehmen ist landesweit tätig und beschäftigt Mitarbeitende auf internationaler Ebene. Geschäftsführer von Elisa ist seit dem 1. Juli 2003 Veli-Matti Mattila, einer der am längsten amtierenden CEOs börsennotierter Unternehmen in Finnland.
2023 waren die größten Aktieninhaber nationale finnische Institutionen wie Solidium, Ilmarinen, Varma, Elo, die Stadt Helsinki sowie die staatliche Pensionskasse VER.
Im Februar 2023 zählten folgende Unternehmen zu den wichtigsten Tochtergesellschaften von Elisa:
- Cardinality Ltd, Vereinigtes Königreich
- camLine GmbH, Deutschland
- Elisa Eesti AS, Estland
- Elisa Santa Monica Oy, Finnland
- Elisa Videra Oy, Finnland
- Enia Oy, Finnland
- Fenix Solutions Oy, Finnland
- Fonum Oy, Finnland
- FRINX s.r.o., Slowakei
- Kepit Systems Oy, Finnland
- Polystar OSIX AB, Schweden
- TenForce NV, Belgien
- Watson Nordic Oy, Finnland

## Auszeichnungen
- Elisa erhielt drei Jahre in Folge (2017, 2018 und 2019) die Auszeichnung „Great Place to Work“ in Finnland.[28]
- 2019 erhielt Elisa als erster finnischer Teleoperator den Finnischer Qualitätspreis.[29]
- 2020 wurde Elisa laut einer Umfrage des Beratungsunternehmens Boston Consulting Group als weltweit drittbester Telekommunikationsbetreiber bewertet. Zwischen 2015 und 2019 hat Elisa die dritthöchste Gesamtrendite für seine Aktionäre erwirtschaftet.[30]